# David Markson

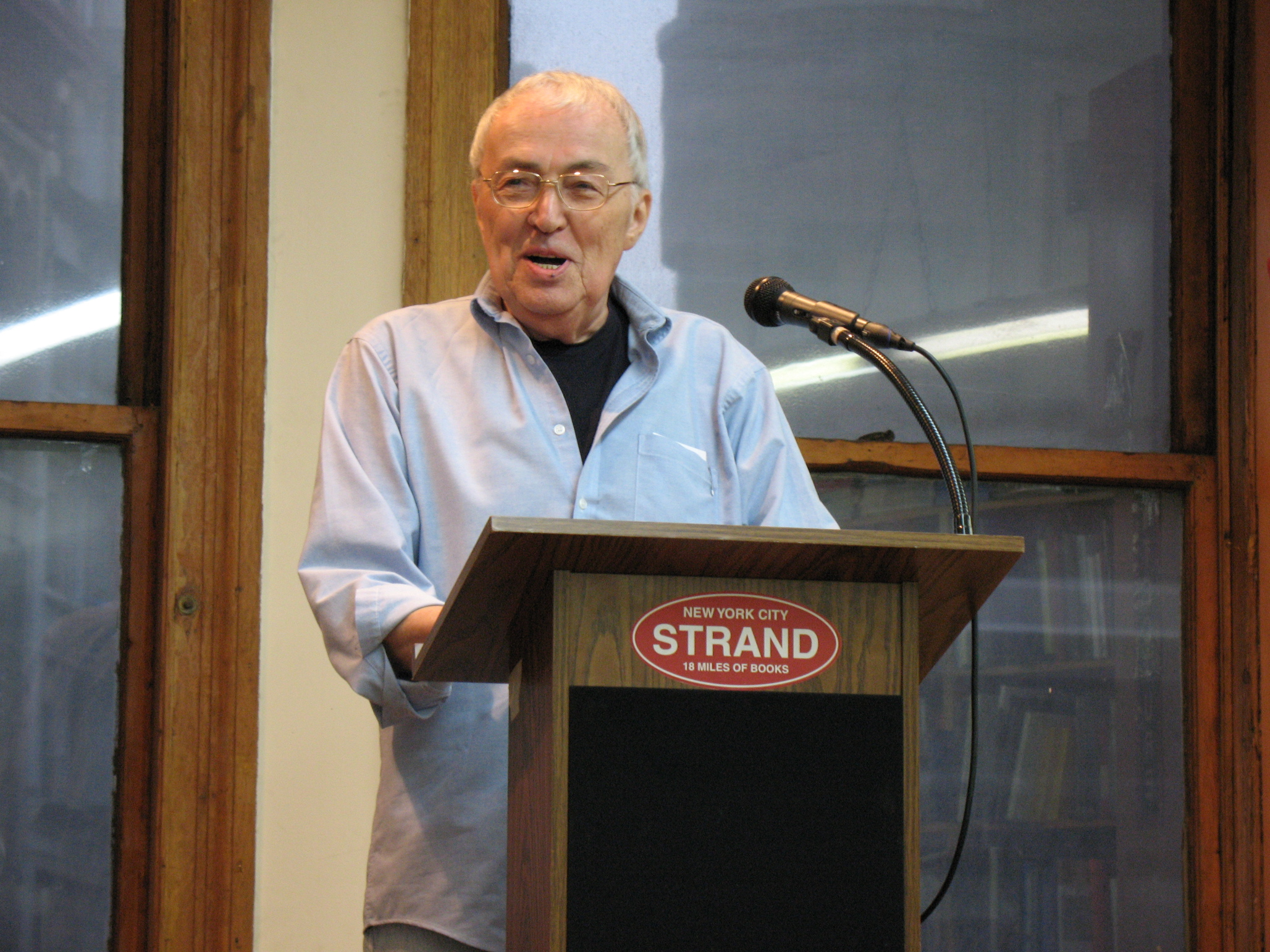
David Markson, 2007

David Merrill Markson (* 20. Dezember 1927 in Albany, New York; † 4. Juni 2010 in Greenwich Village, Manhattan, New York City) war ein US-amerikanischer Schriftsteller, dessen ironische, elliptische Romane den zerstreuten Geist des Künstlers sondierten und dessen unbändiges, fast immer überraschend ansprechendes Schaffenswerk von postmoderner und experimenteller Literatur häufig unterschätzt wurde.

## Leben

### Studium und literarisches Frühwerk
Der Sohn eines Journalisten und einer Lehrerin studierte nach dem Schulbesuch und zweijährigem Militärdienst am Union College in Schenectady und beendete dieses mit einem Bachelor of Arts. Ein postgraduales Studium an der Columbia University schloss er mit einem Master of Arts ab, wobei seine Abschlussarbeit sich mit dem 1947 erschienenen Roman Unter dem Vulkan von Malcolm Lowry befasste. Zeitweilig unterrichtete er kreatives Schreiben an der Columbia University, der Long Island University und The New School.
Lowry wurde ein Freund Marksons, ebenso andere bedeutende Autoren wie Conrad Aiken und Jack Kerouac. Mitte der 1950er Jahre hatte er auch eine Liebesbeziehung zu dem Playboy-Playmate Alice Denham, die ihn als ‚stud lover boy‘ bezeichnete.
Seine Frühwerke waren kaum experimentell. In den 1950er Jahren war er Herausgeber von Kriminalromanen beim Verlag Dell Books, wobei er auch selbst Autor von Kriminalromanen wie Epitaph for a Tramp (1959) und Epitaph for a Dead Beat (1961) über ‚Harry Fannin‘, einen harten Detektiv aus Greenwich Village. Er schrieb auch die Westernparodie The Ballad of Dingus Magee (1965), die nach der Drehbuchadaption von Joseph Heller mit Frank Sinatra, Henry Jones und Willis Bouchey 1970 unter dem Titel Dirty Dingus Magee (deutscher Titel: Der "schärfste" aller Banditen) verfilmt wurde.

### Postmodern-experimentelle Spätwerke
Obwohl seine Bücher – zu denen Springer’s Progress (1977), Wittgenstein’s Mistress (1988) und This Is Not a Novel (2001) – oftmals bewundernd rezensiert wurden, war Markson ein Romancier, der größtenteils nur anderen Autoren bekannt war. Dies lag teilweise daran, dass er in den 1960er Jahren eine zentrale Persönlichkeit in der literarischen Szene von Greenwich Village war, ein „Stammgast an literarischen Wasserlöchern wie ein Löwenkopf“, aber auch weil er konventionelle Romanformen mied. Wie andere Experimentalisten machte er die Form des Romans, zumindest teilweise, zu dessen Gegenstand.
Seine Bücher drückten, sowohl verschmitzt als auch ernsthaft, das gegenläufig sprachliche („hem-and-saw“) Selbstbewusstsein des ewigen Gedankenlesers aus. Er schrieb meistens Monologe oder zumindest schien die Erzählung von einer einzigen Stimme auszugehen, wenn auch die Bücher nicht unbedingt in der Ich-Form geschrieben sind; so wird beispielsweise die Hauptperson in This Is Not a Novel „Schreiber“ genannt.
Markson störte nicht viel durch die Entwicklung der Charakter oder der Handlung; noch legte er, auch bei der weiteren Entwicklung seiner Werke, große Sorgfalt in die Mittel der Organisation von Kapiteln oder Absätzen. Vielmehr baute er seine Bücher durch Klumpen und Inschriften, komische Beobachtungen und den Fund eigenartiger Tatsachen auf, um den Geist des Erzählers, der in der Regel der Künstler war, in einem Zustand geistiger Bedrängnis darzustellen.
Er grub die Literatur- und Kunstgeschichte schaurig volltönend und oftmals amüsant aus, mit kleinlichen oder skandalösen Leckerbissen in der Biografie versehen, und stellte sie Erklärungen über den geistigen Zustand des Erzählers gegenüber. So beginnt zum Beispiel sein Roman Vanishing Point (2004), in der der zaudernde Autor nur Autor genannt wird, mit den Worten:
„Autor hat schließlich begonnen, seine Notizen in Manuskriptform zu bringen“, und setzt nach einem Zeilenumbruch fort: „Eine Seelandschaft von Henri Matisse wurde einmal kopfüber im Museum of Modern Art in New York City aufgehängt - und blieb auf diese Weise dort einundeinhalb Monate hängen.“
‚Author has finally started to put his notes into manuscript form,‘ - ‚A seascape by Henri Matisse was once hung upside down in the Museum of Modern Art in New York — and left that way for a month and a half.‘
Dem folgte ein weiterer Zeilenumbruch, andere Anmerkungen (über den Autounfall bei dem Albert Camus ums Leben kam), ein weiterer Zeilenumbruch, und so weiter.
Dies war die Form zahlreicher seine Bücher. Und obwohl der Leser, der die Erzählung begehren mag, dadurch vielleicht davon abgehalten wird, sind die Literaturkritiker immer dem erlegen, was viele als eine kumulative, hypnotische Wirkung bezeichneten. Zu seinen Bewundern gehören Amy Hempel, Ann Beattie und David Foster Wallace, der Wittgenstein’s Mistress (ein Monolog über eine offenbar verrückte Malerin, die als letzter lebender Mensch über die Erde wandert) als „wahrscheinlichen Höhepunkt der experimentellen Fiktion in den USA“ (‚pretty much the high point of experimental fiction in this country‘) bezeichnete.
Sein letzter Roman erschien 2007 unter dem für ihn bezeichnenden Titel The Last Novel.
Nach den Angaben seiner Agentin und ehemaligen Frau, Elaine Markson, mit der er von 1956 bis 1976 verheiratet war, fanden ihn seine zwei Kinder am 4. Juni 2010 tot im Bett liegend in seinem Apartment im New Yorker West Village.

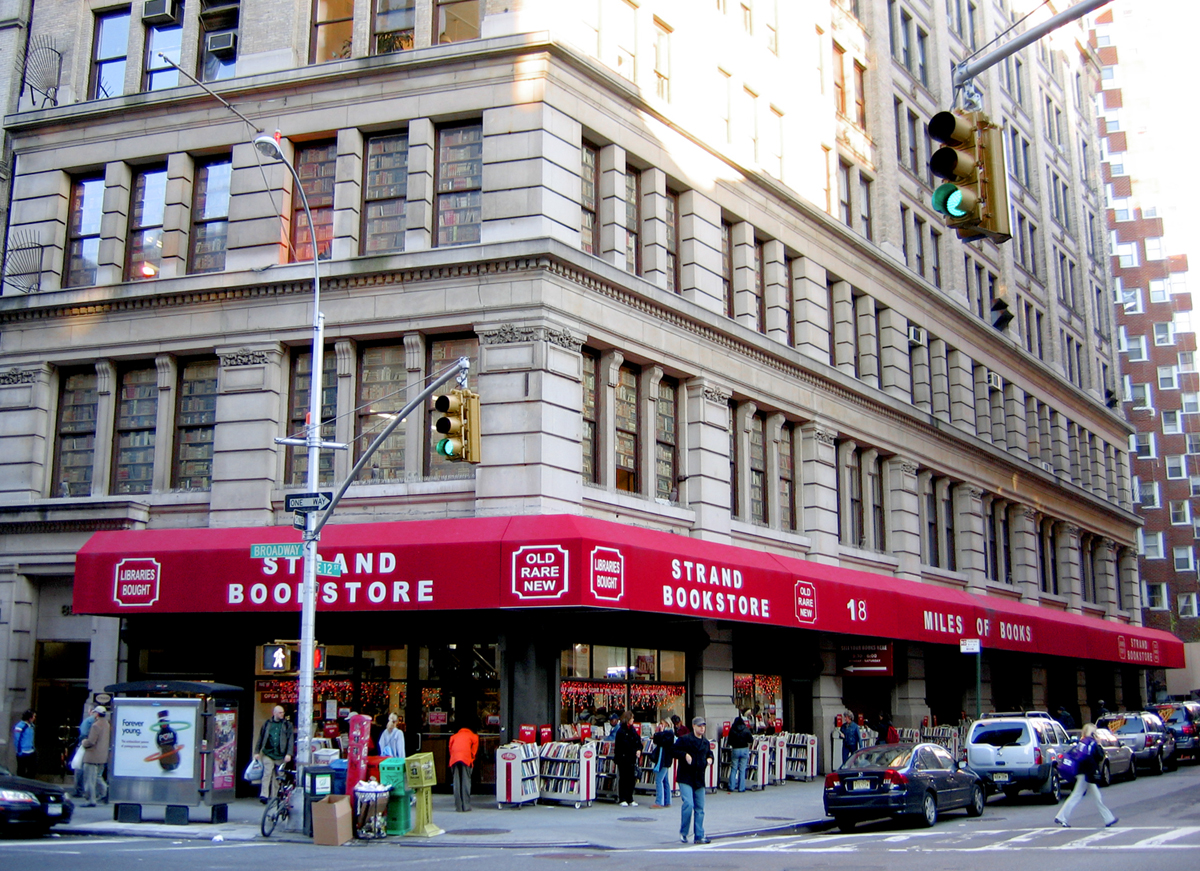
The Strand Book Store, 828 Broadway/12th St. Manhattan

Seine komplette persönliche Bibliothek vermachte er in seinem Testament dem New Yorker Strand Bookstore, einem seiner Lieblingsplätze. Die Tatsache, dass sich nun etliche seiner privaten Bände im Besitz dieser öffentlichen und beliebten Buchhandlung befanden, trieben in den folgenden Monaten etliche Literaturliebhaber in den Laden, um nach den umfangreichen Notizen und Anmerkungen des Autors in den Bänden zu forschen, was nach Ansicht der örtlichen Presse seinen literarischen Nachhall noch verstärkt hätte.

### Würdigungen
Der Schriftsteller und Journalist Pete Hamill, zugleich ein langjähriger Freund Marksons, sagte über ihn in einem Gespräch, das von der The New York Times wiedergegeben wurde:
„Die Thriller waren sehr gut gemacht. Aber dann schrieb er noch diese Bücher, die über-literarisch waren, im besten Sinne des Wortes. Es war, als würde John D. MacDonald in der Weise von Borges arbeiten.“ – „Er las so verdammt viel und er sprach mit einem darüber, sodass er einen zwang, hinzugehen und diese Bücher zu lesen. Und er konnte jemanden finden, den er mochte, auch wenn er nicht den Wunsch hatte, selbst in dieser Art zu schreiben, und er meinte nicht, alle anderen sollten an die Wand gestellt und erschossen werden.“
‚The thrillers were very well done. But then he also wrote these books that were superliterary, in the best sense of the word. It was as if John D. MacDonald was working in the manner of Borges.‘ – ‚He’d read so damned much and talk to you about it that he forced you to go out and read the books. And he’d find somebody he liked, even if he had no desire to write in that way, and he didn’t think all the others should be put up against the wall and shot.‘

## Werk
- Epitaph for a Tramp. Dell, 1959.
- Epitaph for a Dead Beat. Dell, 1961.
- The Ballad of Dingus Magee; Being the Immortal True Saga of the Most Notorious and Desperate Bad Man of the Olden Days, His Blood-Shedding, His Ruination of Poor Helpless Females, & Cetera. Bobbs-Merrill, 1965.
- Miss Doll, Go Home. Dell, 1965.
- Going Down. Holt Rinehart Winston, 1970.
- Springer's Progress. Holt, Rinehart & Winston, 1977.
- Malcolm Lowry’s Volcano: Myth, Symbol, Meaning. Times Books, 1978.
- Wittgenstein’s Mistress. Dalkey Archive, 1988.
- Collected Poems. Dalkey Archive Press, 1993.
- Reader’s Block. Dalkey Archive Press, 1996.
- This Is Not a Novel. Counterpoint, 2001.
- Vanishing Point. Shoemaker & Hoard, 2004.
- The Last Novel. Shoemaker & Hoard, 2007.[11]

in deutscher Übersetzung
- David Markson: Nachruf auf einen toten Tramp. Kriminalroman. Deutsch von Ursula Bruns. Gütersloh: Signum Verlag 1963 (auch unter den Titeln  Tod um 3 Uhr früh (1972) oder  Nachruf auf einen toten Beatnik (1962) veröffentlicht)
- David Markson: Wittgensteins Mätresse. Roman. Deutsch von Sissi Tax. Berlin Verlag 2013, ISBN 978-3-8270-0817-6.